# Lajos Batthyány
Contele Lajos Batthyány de Németújvár (n. 10 februarie 1807, Pozsony, Imperiul Austriac – d. 6 octombrie 1849, Pesta, Regatul Ungariei) a fost primul prim-ministru al Ungariei, exercitându-și mandatul în timpul Revoluției Maghiare din 1848-1849. A fost împușcat de un pluton de execuție la Pesta în 6 octombrie 1849, în aceeași zi cu cei 13 ofițeri revoluționari maghiari executați la Arad.

## Cariera politică
Tatăl său era contele József Sándor Batthyány (1777-1812), iar mama lui era Borbála Skerlecz (1779-1834). Părinții lui s-au separat la scurt timp după nașterea lui, iar mama lui s-a stabilit la Viena, împreună cu Lajos și cu fratele lui. La moartea tatălui său, micul Lajos avea doar cinci ani, iar mama lui a moștenit o avere imensă și a dus o viață luxoasă. Educat inițial acasă de un profesor particular, Lajos a fost trimis apoi de mama lui la o școală internat. Și-a revăzut rar mama în anii următori. A crescut ca un copil aproape orfan și a dobândit un caracter dificil și rebel.

### Primii ani
La vârsta de 16 ani Batthyány a absolvit studiile medii la școala-internat Schottengymnasium⁠(en)[traduceți] din Viena, după s-a înscris pentru studii superioare la Universitatea din Zagreb. Începând din 1826 a urmat un stagiu militar de patru ani în Italia, unde a fost avansat locotenent și a obținut licența în drept. În această perioadă a dus o viață frivolă și a acumulat mari datorii în așteptarea vârstei când va intra în posesia moștenirii, pe care a obținut-o la vârsta de 24 de ani după o ceartă lungă cu mama lui. S-a întors în 1830 la moșiile sale din comitatul Vas și s-a familiarizat cu cultura și limba maghiară.
În același an, 1830, a devenit membru ereditar al Camerei Superioare a Parlamentului Ungariei, fără a avea în acel moment ambiții politice.
În decembrie 1834 s-a căsătorit cu Antónia Zichy (fiica lui Károly Zichy și a Antóniei Batthyány). Au avut trei copii: Amália Batthyány (1837-1922), Ilona Batthyány (1842-1929) și Elemér Batthyány (1847-1932). Potrivit prietenilor săi, soția lui, Antónia, l-a încurajat pe Lajos Batthyány să-și asume responsabilități mai mari în domeniul politic. Cumnata lui, Karolina Zichy, era soția contelui György Károlyi (1802-1877), comite, om politic și președinte al Academiei Maghiare de Științe. Aceste două familii s-au aflat apoi în centrul vieții publice, politice și culturale din Ungaria.

### Politici reformiste
Batthyány a devenit mai implicat în politică începând cu Dieta de la Pozsony din 1839-1840 și a fost lider al opoziției. El a elaborat un plan precis de reforme. Batthyány i-a sfătuit pe stenografi să înregistreze întocmai discuțiile purtate în Camera Superioară a Ungariei începând din anul 1840.
Batthyány a împărtășit ideile politice și economice ale contelui István Széchenyi. La începutul anilor 1830 a promovat creșterea cailor în Ungaria, apoi și a altor animale, și a fondat Asociația Economică Maghiară. Batthyány, urmând sfatul lui Széchenyi, a susținut creșterea viermilor de mătase: a plantat mai mult de 50.000 de duzi la ferma lui cu scopul de a crește viermi de mătase. Asociația Economică din comitatul Vas, cu sediul la Szombathely, a fost fondată cu sprijinul lui Batthyány.
În ciuda adeziunii inițiale la ideea lui Széchenyi că noua mișcare reformistă trebuia condusă de tinerii nobili maghiari, Batthyány s-a apropiat de avocatul Lajos Kossuth și a început să colaboreze îndeaproape cu aceasta din 1843.
În sezonul parlamentar 1843-1844 Batthyány a fost liderul opoziției pentru întregul parlament și a criticat politica internă și externă a Monarhiei Habsburgice.
După dizolvarea parlamentului Batthyány s-a mutat la Pesta și a fost ales în 1845 ca președinte al Biroului Electoral Central. El a îndeplinit în acea perioadă un rol important în numeroase asociații economice (printre care Asociația Comercială și Asociația producătorilor de zahăr din Ungaria) și a înființat Védegylet (într-o traducere aproximativă: „Societatea de Apărare”). Pe 15 martie 1847 a avut loc fuziunea mișcărilor politice reformatoare maghiare și a fost fondat astfel Partidul Opoziției (Ellenzéki Párt). Primul președinte al partidului a fost ales contele Batthyány.
Batthyány l-a sprijinit pe Kossuth atât moral, cât și financiar. Kossuth a devenit reprezentant al comitatului Pesta în dieta din 1847. Apoi Batthyány a fost lider al opoziției în Camera Superioară, în timp ce Kossuth a avut același rol în Camera Inferioară.

### Guvernul Batthyány

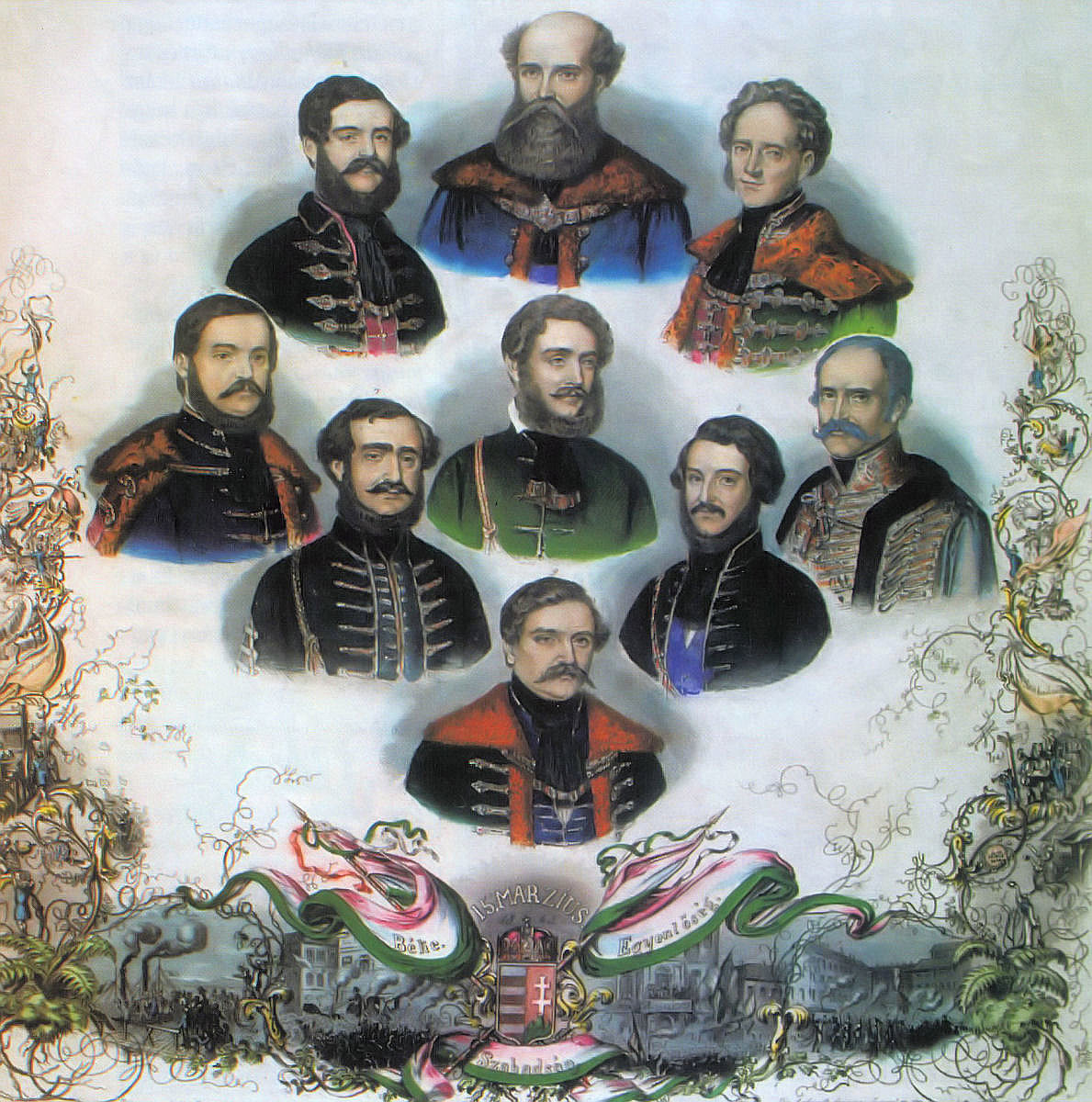
Guvernul Batthyány

Batthyány a făcut parte din delegația maghiară care s-a întâlnit cu împăratul Ferdinand I al Austriei. Delegații maghiari au cerut o autonomie mai mare pentru Ungaria și formarea unui guvern maghiar, care să fie autoritatea politică supremă pe teritoriul Ungariei. Împăratul și-a dat acordul în 17 martie 1848 și l-a însărcinat pe contele Batthyány să formeze un guvern. Pe 23 martie 1848, în calitate de șef al guvernului, Batthyány a prezentat Dietei lista miniștrilor primului guvern al Ungariei.
Prima sarcină a noului guvern a fost să stabilească măsurile politice care trebuiau implementate. După ce acestea au fost convenite, guvernul a început punerea lor în practică pe 11 aprilie 1848. La acel moment situația politică internă și externă a Ungariei era instabilă, iar Batthyány s-a confruntat cu multe probleme. Prima și cea mai importantă acțiune a guvernului a fost organizarea forțelor armate și a administrației locale. El a insistat că armata austriacă, atunci când se află pe teritoriul Ungariei, trebuie să respecte constituția maghiară, iar această solicitare a fost admisă de autoritățile Imperiului Austriac. El a încercat să-i repatrieze pe militarii imperiali recrutați de pe teritoriul Ungariei. A înființat gărzile naționale, a căror misiune era să asigure menținerea ordinii publice interne. În mai 1848 a început să organizeze o armată revoluționară maghiară independentă. Batthyány a preluat controlul gărzilor naționale până la întoarcerea în țară a generalului Lázár Mészáros. În același timp, el a fost ministru de război.
Batthyány a fost un conducător foarte capabil, dar s-a aflat în mijlocul unui conflict între monarhia austriacă și separatiștii maghiari. În ciuda devotamentului lui Batthyány față de monarhia constituțională austriacă și de păstrarea constituției, împăratul a fost nemulțumit de activitatea lui. Pe 29 august, cu acordul parlamentului, Batthyány și Ferenc Deák s-au dus la împărat pentru a-l ruga să le ceară sârbilor să capituleze și să-l oprească pe feldmareșalul Jelačić, comandantul trupelor imperiale din Croația, care plănuia să atace Ungaria. În același timp, Batthyány i-a propus lui Jelačić separarea pașnică a Croației - care făcea parte din teritoriile supuse Coroanei Ungariei - de Ungaria. Eforturile politice ale lui Batthyány nu au avut succesul scontat: chiar dacă împăratul l-a eliberat formal pe Jelačić de atribuțiile sale, armata lui Jelačić a invadat Ungaria pe 11 septembrie 1848.
Această situație a cauzat demisia lui Batthyány și a membrilor guvernului său, cu excepția miniștrilor Kossuth, Szemere și Mészáros. Mai târziu, la cererea arhiducelui Ștefan, palatinul Ungariei, Batthyány a devenit din nou prim-ministru. Pe 13 septembrie Batthyány a solicitat declanșarea unei revolte populare maghiare și i-a cerut palatinului să o conducă. Cu toate acestea, palatinul a demisionat din funcție la ordinul împăratului și a părăsit Ungaria.

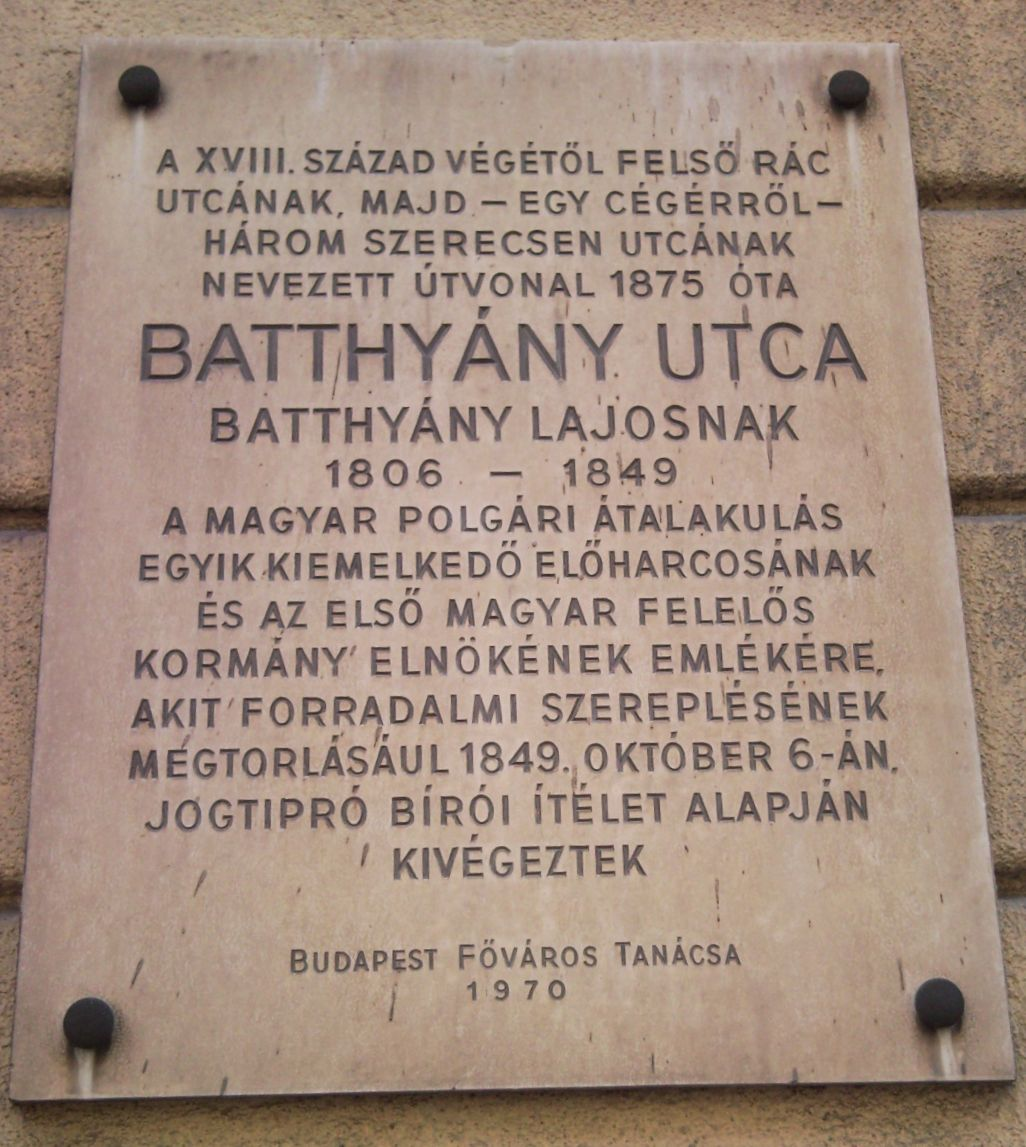
Placă memorială pe strada Batthyány, Budapesta, Ungaria

Împăratul nu a recunoscut noul guvern pe 25 septembrie și l-a numit pe feldmareșalul conte Philipp Franz von Lamberg în funcția de comandant al armatei maghiare. Trei zile mai târziu, Lamberg a fost asasinat de rebelii maghiari la Pesta. Între timp, Batthyány s-a deplasat din nou la Viena pentru a căuta un nou compromis cu împăratul.
Eforturile lui Batthyány de a organiza Armata Revoluționară Maghiară au avut totuși succes: noua armată i-a învins pe croați în Bătălia de la Pákozd din 29 septembrie 1848.
Dându-și seama că nicio înțelegere cu împăratul nu ma era posibilă, Batthyány a demisionat din nou din funcția de prim-ministru pe 2 octombrie 1848 și l-a desemnat ca succesor pe Miklós Vay, care a refuzat propunerea. În același timp, el a demisionat, de asemenea, din Parlament.

### Demisia
Batthyány s-a alăturat ca simplu soldat gărzii naționale conduse de József Vidos și a luptat împotriva brigăzii imperiale conduse de generalul Kuzman Todorović, dar pe 11 octombrie 1848 a căzut de pe cal și și-a rupt brațul.
După ce s-a însănătoșit, Batthyány și-a reluat activitatea politică și s-a opus refugierii Parlamentului la Debrețin. La propunerea sa Parlamentul a trimis o delegație maghiară (din care făcea parte Batthyány) care să se întâlnească cu generalul Alfred de Windisch-Grätz pentru a-i cunoaște intențiile. Generalul austriac nu a vrut să se întâlnească cu Batthyány, ci doar cu ceilalți membri ai delegației.
Pe 8 ianuarie 1849 Batthyány s-a întors la Pesta, fiind capturat în Palatul Károly și întemnițat în cazarma din cetatea Buda. Atunci când Armata Revoluționară Maghiară s-a apropiat de Pesta, Batthyány a fost scos din castelul Buda și transportat la Pozsony, de unde a fost dus apoi la Ljubljana și Olmütz (azi Olomouc, Republica Cehă). Ungurii au încercat să-l salveze de mai multe ori, dar Batthyány le-a cerut să nu o facă. Batthyány a insistat permanent că acțiunile sale au fost legitime și că tribunalul militar nu avea competența să-l judece.

## Execuția

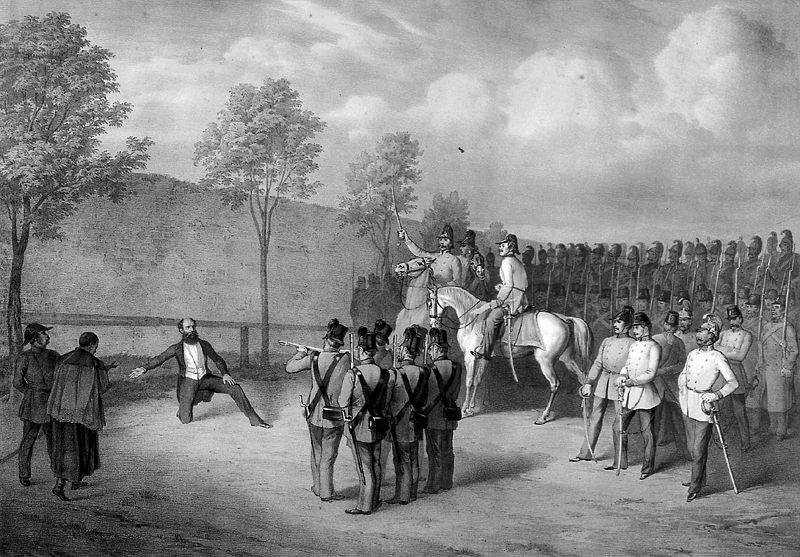
Execuția lui Batthyány

Pe 16 august 1849 Tribunalul Militar din Olmütz a stabilit sentința lui Batthyány. Inițial membrii tribunalului au vrut să-l condamne pe Batthyány doar la o pedeapsă cu închisoarea și să-i confiște averea, dar la presiunea prințului Schwarzenberg și a administrației imperiale austriece l-au condamnat la moarte.
Batthyány a fost transportat la Pesta pentru a putea cere grațierea feldmareșalului Haynau, guvernatorul militar al Ungariei, dar acesta din urmă a confirmat sentința de condamnare la moarte pe 3 octombrie 1849 și a decis ca fostul prim-ministru maghiar să fie spânzurat. În ultima ei vizită, soția lui Batthyány i-a strecurat clandestin un pumnal. Batthyány a încercat să se sinucidă, tăindu-și vena jugulară, dar nu a reușit. Din cauza cicatricilor de pe gât, curtea marțială a hotărât schimbarea modului de aplicare a pedepsei din spânzurare în executare prin împușcare.
În seara zilei de 6 octombrie Lajos Batthyány a fost drogat și condus în curtea interioară a Noii Clădiri. Pierduse mult sânge în urma tentativei de suicid și a trebuit susținut de doi oameni. A fost ușurat să vadă că nu va fi spânzurat. Generalul Johann Kempen, comandantul districtului militar Buda și Pesta, a înțeles că era foarte greu să execute sentința în aceste circumstanțe. Nedorind să întârzie punerea în aplicare a sentinței, a hotărât să-l împuște în cap. Batthyány a îngenunchiat în fața plutonului și a strigat: "Éljen a haza! Rajta, vadászok!" („Trăiască patria! Haideți, vânători!”).
Lajos Batthyány a fost înmormântat în cripta bisericii franciscane din Pesta. După încheierea Compromisului austro-ungar din 1867, rămășițele sale pământești au fost mutate în 1870 într-un mausoleu nou-construit în cimitirul Kerepesi.

## Lucrări
Discursurile parlamentare ale lui Batthyány sunt păstrate în ziarele și în jurnalele politice contemporane. Eseul său cu privire la cultivarea sfeclei de zahăr a fost tipărit în periodicul Magyar Gazda în anul 1842.

## In memoriam
- Mausoleul lui Batthyány din cimitirul Kerepesi din Budapesta (Ungaria), construit de către Albert Schickedanz la comanda primăriei orașului Székesfehérvár
- Portretul lui Batthyány realizat de Miklós Barabás
- Monumentul dedicat lui Batthyány (în maghiară Batthyány Lajos-örökmécses) la intersecția străzilor Báthory și Hold din cartierul Lipótváros al Budapestei. El se află pe locul unde a fost executat Lajos Batthyány în 6 octombrie 1849.
- Piața Batthyány și Strada Batthyány din Budapesta. În 2008 a fost dezvelită o statuie a lui Batthyány în Piața Batthyány.
- Fundația Batthyány Lajos (înființată în 1991)
- Medalionul Asociației Batthyány,[11] emis în 1994, proiectat de László Szlávics, Jr.

## Strămoși
| Contele Lajos Batthyány de Németújvár | Tatăl: contele Sándor József Batthyány de Németújvár | Bunicul patern: contele Miksa Batthyány de Németújvár | Străbuniul patern: contele Zsigmond Batthyány de Németújvár |
| Contele Lajos Batthyány de Németújvár | Tatăl: contele Sándor József Batthyány de Németújvár | Bunicul patern: contele Miksa Batthyány de Németújvár | Străbunica paternă: Rozália von Lengheim                    |
| Contele Lajos Batthyány de Németújvár | Tatăl: contele Sándor József Batthyány de Németújvár | Bunica paternă: Magdolna Flässer                      | Străbunicul patern:                                         |
| Contele Lajos Batthyány de Németújvár | Tatăl: contele Sándor József Batthyány de Németújvár | Bunica paternă: Magdolna Flässer                      | Străbunica paternă:                                         |
| Contele Lajos Batthyány de Németújvár | Mama: Borbála Skerlecz de Lomnicza                   | Bunicul matern: Ferencz Skerlecz de Lomnicza          | Străbunicul matern: Sándor Skerlecz de Lomnicza             |
| Contele Lajos Batthyány de Németújvár | Mama: Borbála Skerlecz de Lomnicza                   | Bunicul matern: Ferencz Skerlecz de Lomnicza          | Străbunica maternă: Anna Frosty de Barkócz                  |
| Contele Lajos Batthyány de Németújvár | Mama: Borbála Skerlecz de Lomnicza                   | Bunica maternă: Rozália Kis de Nemeskér               | Străbunicul matern: Sándor Kis de Nemeskér                  |
| Contele Lajos Batthyány de Németújvár | Mama: Borbála Skerlecz de Lomnicza                   | Bunica maternă: Rozália Kis de Nemeskér               | Străbunica maternă: Zsófia Daróczy de Királydarócz          |

## Galerie

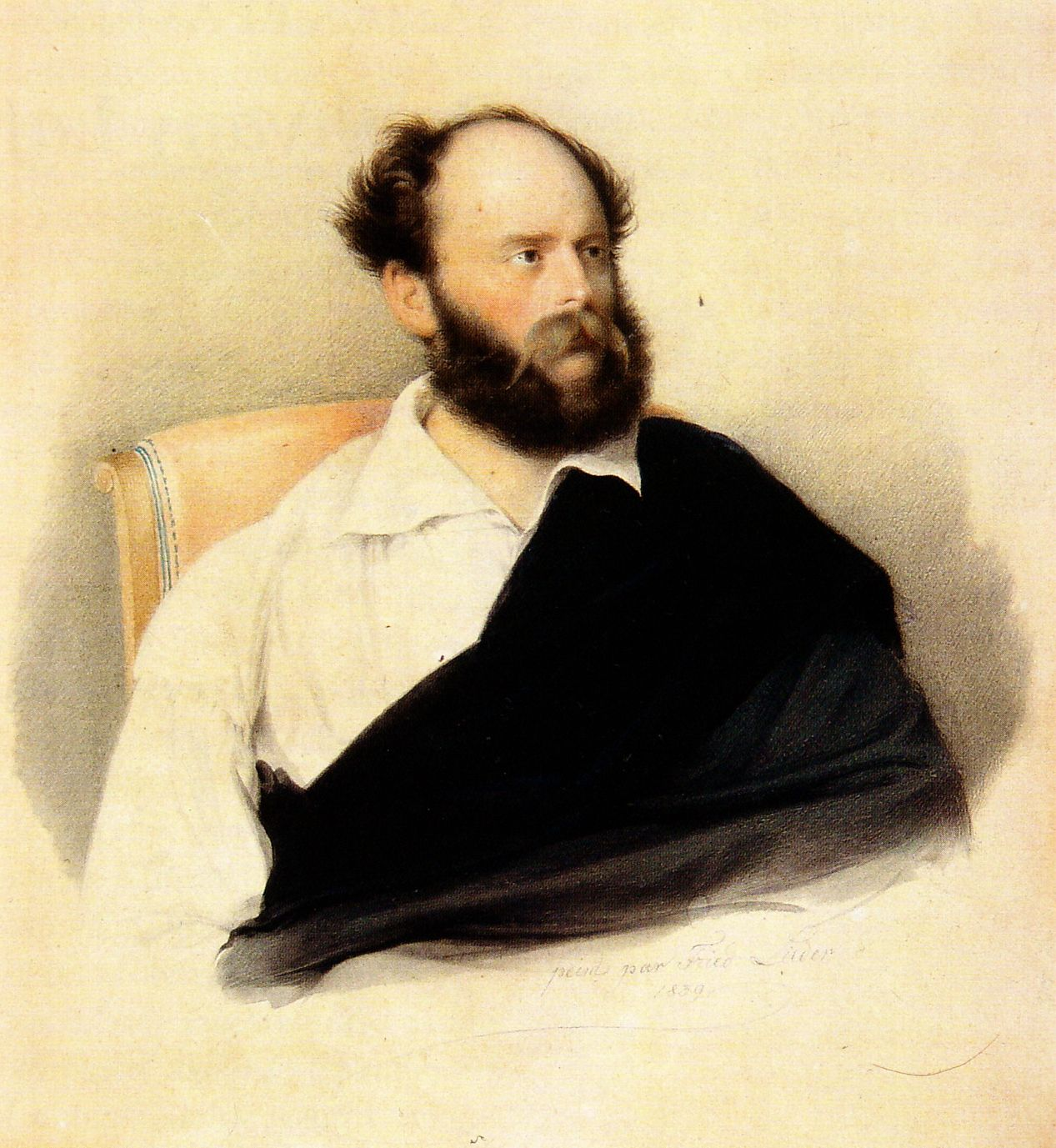
Portret realizat în 1839 de Friedrich Lieder
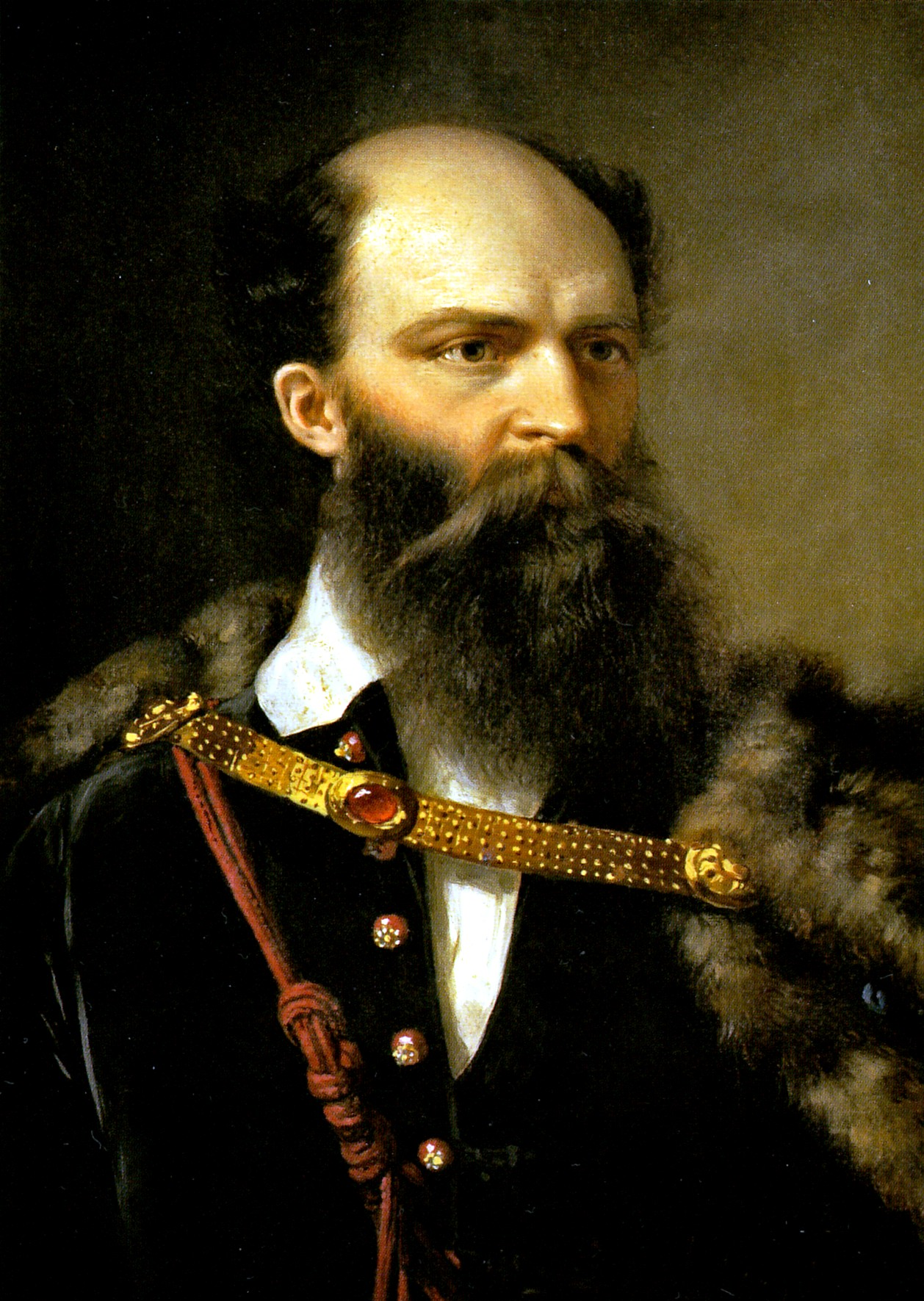
Portret realizat de Miklós Barabás
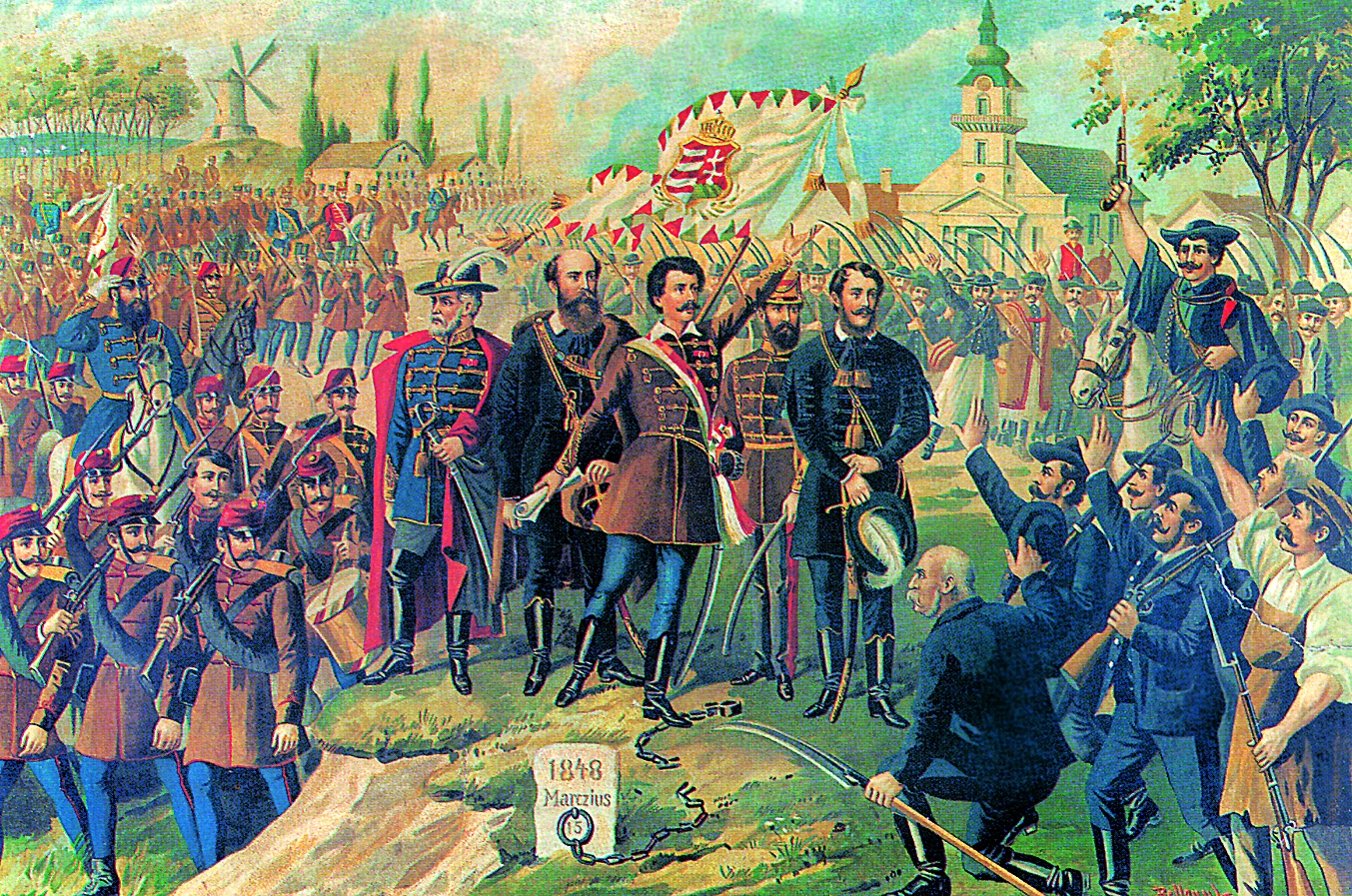
Manifestație maghiară din 1848, pictată de László Bellony. În centru se află Lajos Batthyány, Sándor Petőfi și Lajos Kossuth.
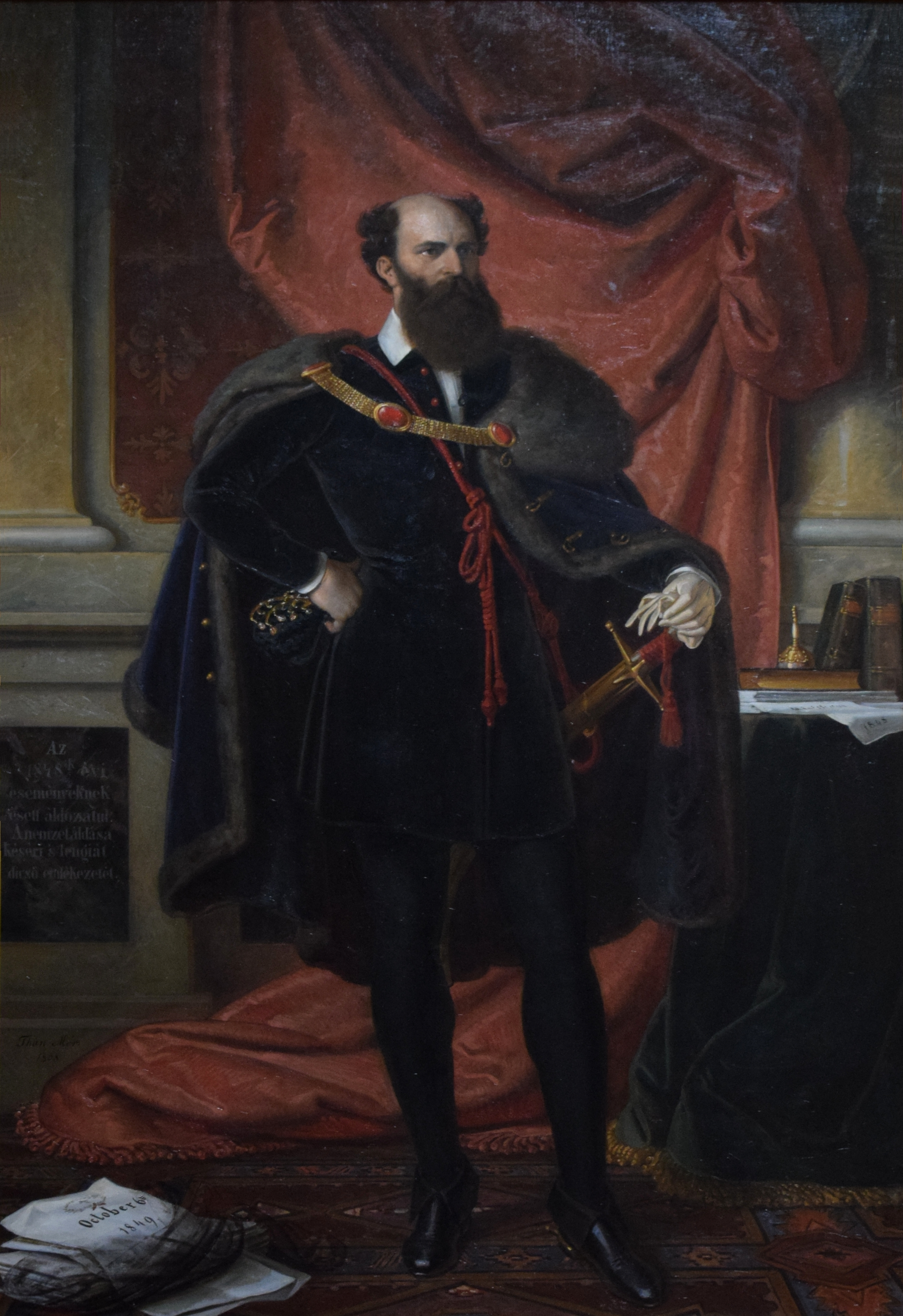
Portret realizat în 1868 de Mór Than
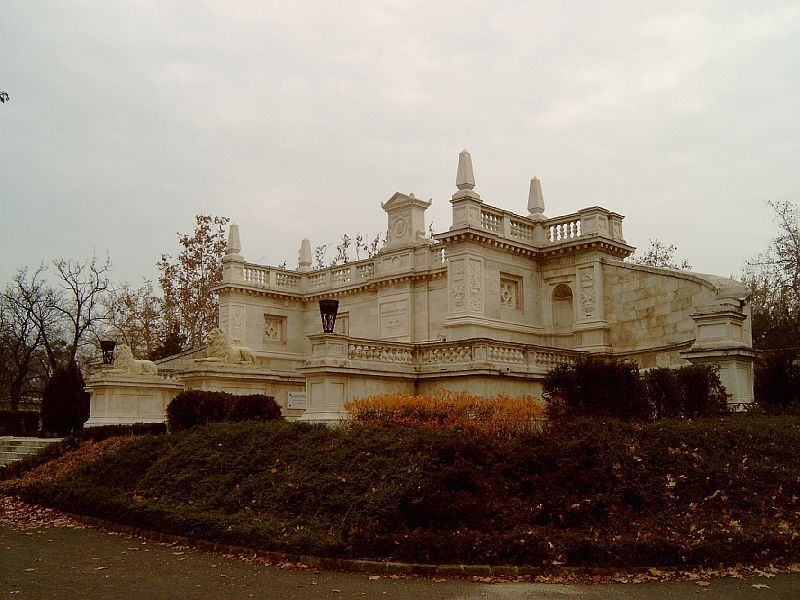
Mausoleul lui Batthyány din Cimitirul Kerepesi din Budapesta
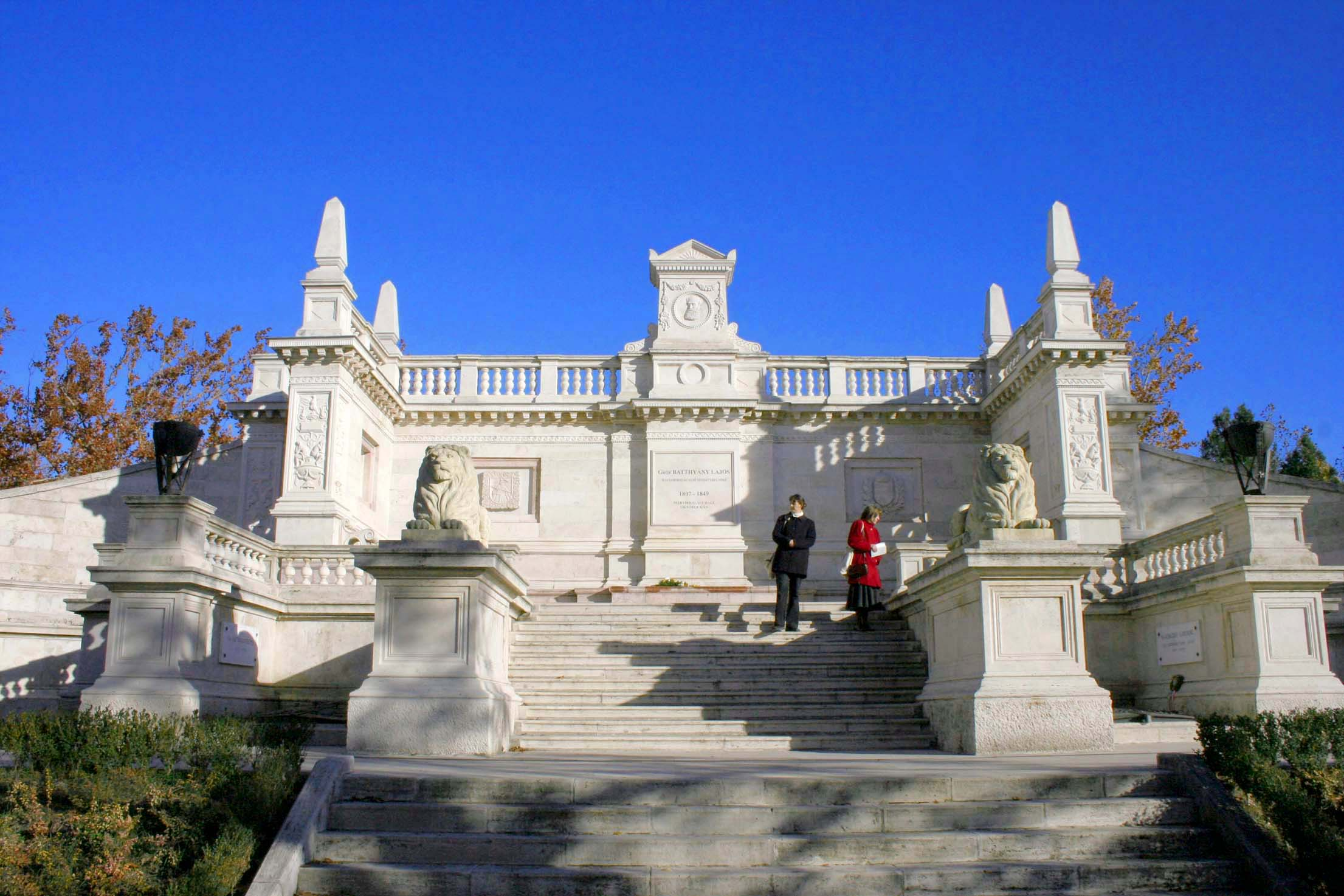
Mausoleul lui Batthyány după renovare
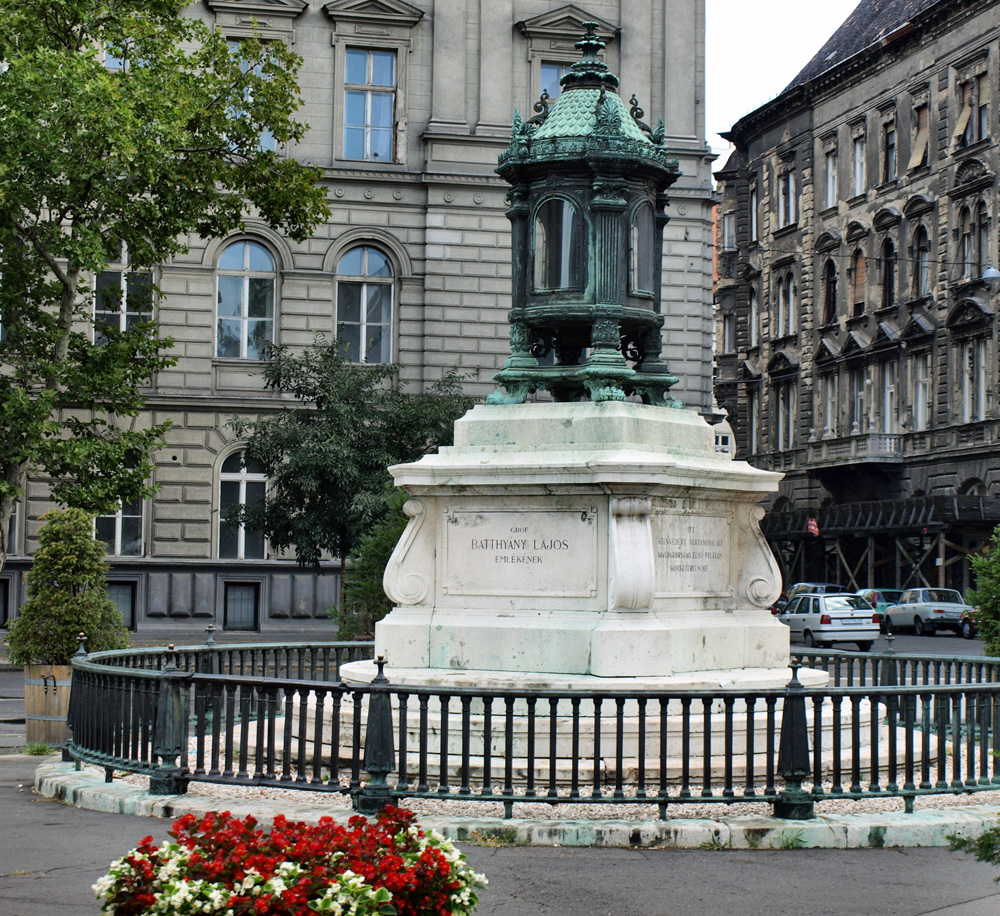
Monumentul lui Batthyány din cartierul budapestan Lipótváros

## Legături externe
- Batthyany Family

| Funcții politice                                     | Funcții politice                               | Funcții politice             |
| ---------------------------------------------------- | ---------------------------------------------- | ---------------------------- |
| Precedat de Arhiducele Ștefan ca palatin al Ungariei | Prim-ministrul Ungariei 1848                   | Succedat de Bertalan Szemere |
| Precedat de funcție nou creată                       | Ministrul de război Interimar 1848             | Succedat de Lázár Mészáros   |
| Precedat de Lajos Kossuth                            | Ministrul finanțelor Interimar 1848            | Succedat de Ferenc Duschek   |
| Precedat de József Eötvös                            | Ministrul religiei și educației Interimar 1848 | Succedat de Mihály Horváth   |